# Celia Cánovas Essard
Celia Cánovas Essard (Barcelona, 1966) es una abogada y política, senadora en el Senado de España en la XI y XII Legislaturas. 
Licenciada en derecho por la Universidad Autónoma de Barcelona. Especializada en derecho civil y penal, asesora empresas del sector inmobiliario y geriátricas para la firma Abogados Cánovas.
Vinculada políticamente a Podemos, fue elegida senadora por la circunscripción electoral de Tarragona en las elecciones generales españolas de 2015 y 2016, en la candidatura de En Comú Podem.